# Ripidiinae
Ripidiinae – podrodzina chrząszczy z rodziny wachlarzykowatych.

## Ewolucja
Jest to prawdopodobnie najbardziej zaawansowana podrodzina spośród wachlarzykowatych, choć jej umiejscownienie w rodzinie nie jest pewne. Za cechę zaawansowaną uważa się budowę ciała samic.

## Budowa ciała
U samców gatunków z plemienia Ripidinii czułki są blaszkowate, zaś u  Eorhipidiin – nitkowate. Samice są larwopodobne, pozbawione skrzydeł.

## Biologia i ekologia
Larwy są parazytoidami karaczanów.

## Systematyka
Do podrodziny zalicza się 15 lub 16 żyjących rodzajów zgrupowanych w 2 plemionach oraz 2 rodzaje wymarłe:
- Plemię: Ripidiini Gerstaecker, 1855
  -  ? Aporrhipis Pascoe, 1887
  - Blattivorus Chobaut, 1891
  - Falsorhipidius Pic, 1947
  - Neonephrites Riek, 1955
  - Neorhipidius Riek, 1955
  - Paranephrites Riek, 1955
  - Pararhipidius Coiffait, 1947
  - Pirhidius Besuchet, 1957
  - Protoripidius Cai, Yin & Huang, 2017
  - Pseudorhipidius Chobaut, 1894
  - Rhipidioides Riek, 1955
  - Ripidius Thunberg, 1806
  - Rhipidocyrtus Falin & Engel, 2014
  - Rhizostylops Silvestri, 1906
  - Riekella Selander, 1957
  - Quasipirhidius Zaragoza, 1992
  - †Paleoripiphorus Perrichot, Nel et Neraudeau, 2004
- Plemię: Eorhipidiini Iablokoff-Khnzorian, 1986
  - Eorhipidius Iablokoff-Khnzorian, 1986

Wymarły:
- - †Olemehliella Batelka, 2011